# 千葉みらい観光バス
千葉みらい観光バス（ちばみらいかんこうバス）は、千葉県千葉市に本社を置く乗合バス事業者である。
貸切バス事業者として2011年に設立。一般貸切事業の傍ら、ツアーバス「高速バスツアーズ」を受託運行する。2013年の「新高速バス制度」施行と同時に貸切事業を休止、以後は新高速乗合バス「KBライナー」運行に特化した事業展開を行っている。

## 沿革
- 2011年11月 - 千葉県千葉市にて創業。本社営業所を千葉県山武郡芝山町に設置する。
- 2013年
  - 7月 - 一般乗合旅客自動車運送事業認可。
  - 8月 -「新高速バス制度」施行に伴い、新高速バス「KBライナー」（旧称「高速バスツアーズ」）を運行開始。併せて貸切バス事業を休止する。
- 2017年4月 - 千葉県富里市に営業所を移転。

## 事業所
- 本社
  - 千葉県千葉市若葉区小倉台4-20-19
- 本社営業所
  - 千葉県富里市中沢254-8

## 高速路線バス
「KBライナー」のブランド名で高速バスを運行している。2013年7月31日までは高速バスツアーズが企画・催行するツアーバスであった。千葉みらい観光バスのほか、旭市に本拠地を置く三栄交通も同ブランドで高速バスを運行しているほか、2022年12月より東関交通が期間限定で盛岡便を受託運行する。

### 東北方面
- バスタ新宿 - 盛岡駅・秋田駅
- 東京駅 - 仙台駅

### 北陸方面
- バスタ新宿 - 富山駅・高岡駅・金沢駅・福井駅

### 関西方面
- バスタ新宿・桜木町 - 京都駅・梅田・姫路駅
- バスタ新宿・桜木町 - 京都駅・梅田・ユニバーサル・スタジオ・ジャパン

### 中国方面
- バスタ新宿・横浜駅 (YCAT) - 姫路駅・岡山駅・倉敷駅

## 車両
規制緩和以後に設立された事業者の例に漏れず中古車両が中心であったが、新高速バス制度施行直前頃から車両代替が進行し、2017年現在はいすゞ自動車・日野自動車製の新車が多数を占めている。保有する大半の車両に電源コンセントが設置されている。